# Sankt Otten
Sankt Otten — немецкий электронный коллектив, образованный в Оснабрюке в 1999 году. В состав входят два участника: Штефан Оттен (биты, семплинг, программирование) и Оливер Клемм (клавишные, гитара). Их первым релизом был мини-альбом Stille Tage im Klischee, изданный в 1999 году на лейбле Eleganz Records. В 2000 году вышел дебютный студийный альбом Eine Kleine Traurigkeit. Для выпуска следующей пластинки Sankt Otten подписали контракт с австралийской звукозаписывающей компанией Hidden Shoal Recordings. Wir Koennen Ja Freunde Bleiben был выпущен в 2006 году, в его поддержку группа издала сингл «Fremdenzimmer». В следующем году вышел третий полноформатный альбом Wunden gibt es immer wieder. Два года спустя дуэт выпустил Morgen wieder lustig, начиная с которого релизы выходят на лейбле Denovali.
Sankt Otten записали с группой Majeure сплит-альбом, изданный в 2010 году. Во время этого сотрудничества участники увлеклись синтезаторной музыкой прошлых десятилетий. Этот интерес получил развитие в последнем на сегодняшний день альбоме коллектива Gottes Sythesizer (2011).